# إدي هاغينز
إدي هاغينز (بالإنجليزية: Edie Huggins)‏ هي صحفية ومذيعة أمريكية، ولدت في 14 أغسطس 1935 في سانت جوزيف في الولايات المتحدة، وتوفيت في 29 يوليو 2008 في فيلادلفيا في الولايات المتحدة بسبب سرطان الرئة.